# Affaire de l'annulation d'un mariage pour erreur sur la virginité de l'épouse
Vous lisez un « bon article » labellisé en 2010.
L'affaire de l'annulation d'un mariage pour erreur sur la virginité de l'épouse est une affaire judiciaire française. Le 1er avril 2008, le tribunal de grande instance (TGI) de Lille a annulé un mariage pour « erreur sur les qualités essentielles du conjoint », en vertu de l'article 180, alinéa 2 du code civil. Selon le tribunal, la femme n'était pas vierge alors qu'elle savait que cette condition avait un caractère déterminant dans la motivation et le consentement de l'homme qu'elle épousait.
Fin mai 2008, une polémique s'est ensuivie et de nombreuses personnalités, politiques, religieuses ou encore intellectuelles ont réagi à la décision. À la suite de ces événements, la garde des Sceaux Rachida Dati demande au ministère public, c'est-à-dire au procureur général de Douai, de faire appel, et ce à l'encontre de l'avis des conjoints. L'appel est interjeté auprès de la cour d'appel de Douai, le 3 juin 2008.
Le 17 novembre 2008, la cour d'appel infirme le jugement du tribunal de grande instance.

## Faits judiciaires

### Contexte
Le 8 juillet 2006, des jeunes gens se marient à Mons-en-Barœul. Le mari est français, né en 1976 au Maroc, ingénieur consultant. L'épouse française « d'origine marocaine », est née en 1983 dans le Nord de la France et poursuit des études d'infirmière. Tous deux sont de confession musulmane, et se sont rencontrés à l'occasion d'une noce.
Vers quatre heures du matin, après que les époux se sont retirés dans la chambre nuptiale, le marié, très en colère, retourne auprès des invités et les informe de la non-virginité de son épouse.

### Recours de l'ancien conjoint, accepté par l'épouse
Le 26 juillet 2006, le conjoint dépose une demande d'annulation de mariage au tribunal de grande instance de Lille. Il argue du fait que son épouse lui a été présentée comme chaste avant le mariage. Il s'agit d'une procédure en nullité du mariage pour « erreur sur les qualités essentielles du conjoint [...] déterminante de son consentement » fondée sur l'article 180, alinéa 2 du code civil concernant les « erreurs sur la personnalité du conjoint ». L'épouse donne son approbation à la procédure de nullité, tandis que le Ministère public « déclare s'en rapporter à justice ». Le 1er avril 2008, le tribunal de grande instance de Lille prononce l'annulation de ce mariage sur le fondement de l'article 180 du code civil, l'acquiescement de la femme à la demande permettant de déduire qu'elle avait perçu que sa virginité constituait pour son époux une qualité essentielle déterminante du consentement au mariage projeté.

### Appel du Ministère public contre la volonté des parties
Bien qu'ayant initialement approuvé la décision du tribunal, la ministre de la Justice, Rachida Dati, demande le 2 juin 2008 au parquet d'interjeter appel du jugement, appel qui sera déposé le 3 juin (cet appel demeurait peut-être recevable, le délai d'un mois dont disposait le Ministère public pour le déposer devant, d'après certaines personnes, être calculé à partir de la notification qui lui avait été faite du jugement, ; cette analyse est confortée par la lecture de l'article 528 du Code de procédure civile qui indique que : « Le délai à l'expiration duquel un recours ne peut plus être exercé court à compter de la notification du jugement, à moins que ce délai n'ait commencé à courir, en vertu de la loi, dès la date du jugement »).
Le jugement ayant été pourvu de l'exécution provisoire, le parquet a également assigné en référé les parties (y compris l'officier d'état civil de Mons-en-Barœul) pour demander son arrêt. L'audience sur ce point a eu lieu le 12 juin et la décision a été rendue le 19 juin 2008,,. La cour a prononcé l'arrêt de l'exécution provisoire du jugement d'annulation, invoquant le risque d'un « préjudice irréparable, tant pour les deux parties que pour l'ordre public ». Un des objectifs est de prévenir le risque d'avoir à annuler un second mariage qui serait contracté après l'annulation du premier, la décision d'annulation étant susceptible d'être renversée. Par conséquent la transcription de l'annulation à l'état civil est suspendue et les deux personnes restent mariées.
Une autre voie de recours envisageable, qui aurait permis de fixer la jurisprudence tout en évitant d'imposer une publicité et des procédures supplémentaires aux époux, était le pourvoi dans l'intérêt de la loi.
La cour d'appel a examiné l'affaire le 22 septembre 2008. L'avocat de l'épouse, Me Mauger, a déclaré qu'il demanderait l'annulation du mariage, mais pour des motifs autres que celui retenu en première instance. Le parquet envisageait un motif comme l'erreur sur la personne, le défaut de cohabitation ou le défaut de consentement. L'arrêt devait être rendu le 17 novembre,,.

### Infirmation de la Cour d'appel de Douai
Ainsi, le 17 novembre 2008, la Cour d'appel de Douai réforme la décision,,,,,,,. Elle considère que la virginité de l'épouse n'avait pas été invoquée par le mari comme une condition nécessaire à la conclusion du mariage. En effet, l'époux indique dans ses conclusions que son erreur ne portait pas sur la virginité mais sur la confiance qu'il mettait dans son épouse, que la virginité était une simple espérance. Selon lui, le mensonge de son épouse aurait provoqué une erreur sur la qualité essentielle de la confiance qu'il pouvait lui porter. La Cour rejette cette argumentation, le mensonge, contesté par l'épouse, ne pouvant pas être prouvé.
S'exprimant néanmoins sur la possibilité de retenir la virginité comme une « qualité essentielle », la Cour précise qu'en tout état de cause, la virginité de l'épouse ne peut être considérée comme telle alors qu'elle est sans incidence sur la vie matrimoniale. La Cour rejette également la demande d'annulation formulée par l'épouse, qui alléguait que son mari n'avait « pas eu la volonté d'accepter, voire la capacité de concevoir l'obligation de respect entre les époux » parce que « les faits relatés [...] ne permettent pas de caractériser une erreur de l'épouse sur les qualités essentielles du mari »,,.
L'annulation du mariage étant annulée, les époux sont légalement toujours mariés.

## Points de vue des époux

### Pour l'époux
La version des faits donnée par l'époux est d'abord connue par le résumé de son mémoire dressé par le tribunal : sa future épouse lui avait été « présentée comme célibataire et chaste » et ce n'est que « lors de la nuit des noces » qu'elle lui a « avoué une liaison antérieure ». Du fait de ce mensonge, la confiance nécessaire à une relation conjugale lui paraît faire défaut, justifiant l'annulation de l'union.
Une fois l'affaire médiatisée, l'avocat de l'époux, Me Xavier Labbée, s'est exprimé pour préciser la position de son client. Il a notamment exposé que l'épouse avait vécu une « longue liaison antérieure » jamais évoquée avant le mariage, et a souligné de nouveau que c'était surtout à cause de cette dissimulation que son client avait souhaité être délié des liens matrimoniaux — même si l'absence de virginité a aussi joué son rôle.
Me Xavier Labbée souligne par ailleurs que la religion n'a rien eu à voir avec la décision de la justice, et que certains commentaires l'ayant mise en exergue sans subtilité sont « scandaleux » - son assignation ferait cependant état d'une « communauté où une tradition veut que son épouse demeure vierge jusqu'à son mariage » ; il explique par ailleurs qu'une annulation a sur un divorce l'intérêt d'aider l'ex-épouse à « se reconstruire ».

### Pour l'épouse
L'avocat de la femme, Me Charles-Édouard Mauger, a précisé à son tour la version des faits et la position de sa cliente. Les futurs époux avaient fait connaissance deux ans avant le mariage, durée pendant laquelle la future épouse n'a pas eu « la force » d'expliquer à son fiancé qu'elle n'était plus vierge ; elle aurait même envisagé une opération pour faire reconstituer son hymen. Lors de la nuit de noces, son époux, très courroucé, aurait « annoncé la nouvelle aux invités » à quatre heures du matin avant de la reconduire chez ses parents « dans la foulée ». Me Mauger tient à souligner qu'il a trouvé en sa cliente une femme en grande souffrance. Il éclaire ensuite sa décision d'« acquiescer à l'annulation » : ce n'est pour lui pas une « soumission » mais une stratégie permettant de « sortir techniquement » d'une procédure qui risquait d'être longue, mais dans laquelle il était convaincu que sa cliente aurait pu obtenir raison de la justice si elle avait choisi de s'opposer à la demande de son mari. La décision du tribunal, en fin de compte, la satisfait entièrement puisqu'elle « lui a permis de retrouver sa liberté ».
Après que la garde des Sceaux a fait savoir son intention d'interjeter appel, Me Mauger déclare que sa cliente se sent « très, très mal » depuis qu'elle a appris la décision d'appel, alors que l'annulation de son mariage lui avait apporté « du soulagement ». Selon lui, sa cliente n'est « pas d'accord » avec l'appel et lui a dit : « J'ai ma vie à reconstruire. Je n'ai pas à être victime du système politique […]. Je comprends la polémique mais elle absorbe ma vie ». L'avocat a ajouté que dès que sa cliente avait compris « qu'elle était embarquée dans une aventure qui pouvait durer de nombreuses années, elle m'a mandaté pour signifier au tribunal son désir d'acquiescement au principe de demande en nullité. » Ce « n'était pas un acte de soumission mais de libération ». Il estime qu'une « infirmation totale du jugement serait pour [sa] cliente un désastre. Une confirmation serait un soulagement mais avec beaucoup d'angoisse inutile ».
L'épouse a également vivement critiqué la manière dont cette affaire a été traitée ; elle s'indigne également de ne pas avoir été consultée pour la décision d'appel :

« Entendre tout le monde parler de moi est très difficile, déclare-t-elle. Je ne suis pas le leader d'un mouvement, je ne revendique rien. Depuis le début je subis tout dans cette histoire. [...] Que l'on puisse faire appel du jugement alors que je n'ai rien demandé me révolte. Je voudrais juste pouvoir vivre ma vie normalement. »

## Réactions et interprétations
L'affaire a d'abord été mentionnée le 10 mai 2008 dans la presse régionale,. L'avocat de l'homme, Me Xavier Labbée, mentionna l'affaire à son frère Pascal, avocat et rédacteur de la revue juridique Recueil Dalloz ; celui-ci publia le jugement et une note dans l'édition du 22 mai. Le 29 mai 2008, l'affaire est reprise par le quotidien généraliste national Libération, dans un article intitulé « L’épouse a menti sur sa virginité, le mariage est annulé ».

### La classe politique
Le 30 mai 2008, la classe politique condamne presque unanimement la décision du tribunal :
- À l'UMP, Frédéric Lefebvre, porte-parole du mouvement, demande à la chancellerie de déposer un recours dans l'intérêt de la loi, tandis que le député Jacques Myard fustige une décision qui « avalise un intégrisme archaïque »[38].
- Au PS, Laurence Rossignol, secrétaire nationale chargée des droits des femmes et de la parité, critique en termes très durs une décision qui « porte atteinte au principe constitutionnel d’égalité entre les hommes et les femmes » et « bafoue les principes de laïcité en soumettant les lois de la République au droit coutumier », allant jusqu'à faire le rapprochement entre cette décision de justice et l'obsession de la virginité du tueur en série Michel Fourniret[39].
- Un communiqué de la LCR dénonce un jugement qui a « cautionné l’assimilation de cette femme (et plus largement des femmes) à une marchandise avariée » tout en mettant en garde contre ceux qui voudraient par ce biais « relancer une campagne de stigmatisation des personnes musulmanes »[40].
- Pour le PCF, Marie-George Buffet s'indigne spécifiquement de la position prise par la garde des Sceaux. Soulignant que « le corps ne peut être considéré comme une marchandise » et évoquant une « logique communautariste », elle invite Rachida Dati à reconsidérer sa position et à proposer un appel du jugement[41].
- Un communiqué des Verts estime que le jugement « porte atteinte aux libertés fondamentales des femmes, à leur dignité et à leur intégrité » et qu'il « renforce ce symbole de domination patriarcale qu’est la valorisation de la virginité de la femme ». Ils réclament qu'un recours dans l'intérêt de la loi soit entrepris contre cette décision[42].
- Au Nouveau Centre, Damien Abad, président des Jeunes Centristes se déclare « outré » par le jugement qui est « tout simplement scandaleux », parce qu'il contrevient au principe d'égalité entre hommes et femmes, et parce qu'on ne peut prouver une virginité. Il se réjouit de l'appel interjeté et souhaite la modification de la loi[43].
- Pour le Front national, Marine Le Pen, qui intitule son communiqué « La justice française à l’heure de la charia ? », s'indigne d'une décision « consternante et scandaleuse » qu'elle rattache à « l’influence des revendications communautaristes », et dénonce conjointement « la compromission d’une gauche multiculturaliste qui semble aujourd’hui découvrir avec effroi les effets dévastateurs de l’immigration de masse »[44].

Le mardi 3 juin, la question est évoquée dans une vive tension à la séance des questions au gouvernement de l'Assemblée nationale.
Le vendredi 6 juin, les réactions s'internationalisent puisque ce sont 150 députés européens, représentant l'ensemble du spectre politique, qui adressent à Rachida Dati une pétition dirigée contre un jugement qui constitue un « précédent dangereux qui ne peut que conforter certains fondamentalistes dans leur combat archaïque ».

### Le gouvernement
Au sein du gouvernement, Valérie Létard, secrétaire d'État au droit des femmes, se déclare immédiatement « consternée » par cette « atteinte à l'intégrité des femmes » tandis que Fadela Amara, secrétaire d'État à la politique de la ville, évoque une « fatwa contre l'émancipation des femmes ». Deux ministres se distinguent toutefois par une position à contre-pied de celle de l'ensemble de la classe politique : Christine Boutin sur RTL défend le jugement en conjecturant que cette procédure ait peut-être permis à la mariée « d'exercer sa liberté » jusque-là bridée par les « contraintes familiales, sociales, culturelles et peut-être religieuses de son milieu » ; pour elle, ce qui est important ici n'est pas le débat juridique mais « la difficulté que nous avons à pacifier nos relations avec l'Islam ». Mais on remarque surtout l'avis de la garde des Sceaux, Rachida Dati, qui exprime sa compréhension envers la décision de justice en laquelle elle voit « aussi un moyen de protéger […] cette jeune fille » ; son porte-parole, Guillaume Didier déclarant le 29 avril : « Le tribunal ne s'est pas fondé sur la virginité ou la non-virginité. Il a simplement soulevé que l'un des deux époux avait menti sur un aspect essentiel aux yeux des deux époux ».
Rachida Dati a pourtant demandé quelques jours plus tard d'interjeter appel de la décision de la juge, à la suite semble-t-il d'un arbitrage de l'Élysée. Après l'arrêt de la cour d'appel, elle a considéré le jugement du TGI comme une « décision isolée » qui ne rendait pas nécessaire une modification de la loi.

### Les autorités religieuses musulmanes
Les avis recueillis par la presse sont souvent critiques envers le jugement. Pour le vice-président du conseil régional du culte musulman du Nord-Pas-de-Calais, Abdelkader Assouedj, « l'islam n'exige pas que l'épouse soit vierge » mais « demande que le mariage ne soit pas basé sur le mensonge »,.

### Société civile et «blogosphère»
Le 29 avril, dans un communiqué de l'association Ni putes ni soumises, la présidente de l'association, Sihem Habchi, dénonce une « fatwa » contre la liberté des femmes.
Face à l'unanime condamnation de la classe politique et des éditorialistes des grands quotidiens, le site web de maître Eolas est un des lieux les plus notables où est défendu le jugement de Lille ; il est parmi les premiers à mettre en ligne une copie du jugement.

### La presse écrite
Comme la classe politique, la presse nationale à grand tirage fustige unanimement le jugement,.
Dans Libération, Laurent Joffrin centre son éditorial sur la thématique de l'articulation entre République et religion (« Est-ce à la religion de s’adapter à la République, ou bien l’inverse ? »), en dénonçant les « obscurantistes de toutes obédiences », sans nulle part particulariser son discours aux spécificités de la religion musulmane.
Laurent Greilsamer, dans Le Monde après avoir ironisé sur les « pudeurs » de certains confrères, s'étonne de ce que la justice ait, elle aussi, été insensible au contexte culturel et religieux, ayant « exclu soigneusement toute dimension religieuse ou communautaire du dossier pour s'en tenir au « mensonge » », pour conclure que « Le temps, que l'on croyait passé, dépassé, du contrôle de l'hymen sous l'autorité ecclésiastique n'est plus très loin ».
Pour Alain-Gérard Slama dans Le Figaro, cette affaire judiciaire témoigne de l'envahissement de la raison juridique par les intérêts particuliers, voire l'obscurantisme ; il y voit le symptôme ponctuel d'un long processus qui « ronge » la société : « l'ébranlement de l'universalisme républicain ».
Louis-Marie Horeau estime pour Le Canard enchaîné que « les juges de Lille ont inventé la justice à géométrie religieuse variable ».

### Opinions d'intellectuels
Interrogée à chaud pour France Inter le 29 mai 2008, la philosophe Élisabeth Badinter déclare avoir « honte » de ce jugement et être « ulcérée » par la décision du tribunal : soulignant que « la sexualité des femmes est une affaire privée et libre », elle redoute que ce genre de décisions ait pour conséquence de « faire courir nombre de jeunes filles musulmanes dans les hôpitaux pour se faire refaire l'hymen ».
La féministe Caroline Fourest estime qu'il y a bien de quoi « être révolté » : au motif que « notre conception juridique du mariage doit être en phase avec son temps », elle souligne que le mariage doit être « dépoussiéré », proposant une révision générale des motifs d'annulation de mariage.
Dans Marianne, la philosophe Catherine Kintzler, sous la forme ironique d'un dialogue entre une juriste « moderne » et une femme émue par le jugement donc « archaïque », organise sa réflexion autour de la domination contemporaine de la pensée libérale, qui conduit à la contractualisation des rapports juridiques, voire à la chosification des personnes ; elle met en relief l'irénisme des juristes qui, au nom de la liberté individuelle, ferment les yeux sur la réalité des rapports sociaux et sur les pressions qui peuvent être exercées sur les individus,.
La philosophe Chantal Delsol, dans sa tribune publiée dans Le Figaro, centre son analyse de l'événement sur cette « intimidation si présente qui nous fait reculer devant les exigences des communautés musulmanes », estimant que ce jugement pose aussi la « question de l'identité française ». Tout en soulignant qu'elle n'est pas forcément défavorable à une évolution de la société vers un certain communautarisme, elle estime inacceptable que dans une République définie par « une identité commune et laïque », la justice puisse céder « dès qu'un groupe devient assez menaçant pour l'intimider ».

### L'opinion publique
Selon un sondage OpinionWay publié par Le Figaro, 73 % des personnes interrogées se déclarent « choquées » par cette décision de justice (contre 27 % « non choquées »).
Le 7 juin 2008, plusieurs manifestations ont eu lieu dans les grandes villes de France avec comme slogans « pour le droit de femmes », « non aux violences faites aux femmes »[réf. souhaitée].

## Éléments de contexte

### Annulation de mariage en France
En 2004, la Justice française a annulé 737 mariages, soit 60,9 % des 1 210 requêtes d'annulation ; dans 59,5 % des cas, il s'agit d'annulations pour mariage blanc demandées par le procureur de la République ; dans 18,8 % des cas, il s'agit d'annulation pour bigamie. L'« erreur sur les qualités essentielles du conjoint » représente 8 % des annulations. Il s'agit généralement de la découverte après le mariage que le conjoint est divorcé, qu'il a menti sur sa nationalité, qu'il fait l'objet d'une mesure de curatelle ou qu'il n'est pas apte à avoir des relations sexuelles normales,. La même année, il y a eu 130 000 divorces prononcés et 272 000 mariages.
Ce cas d'annulation pour « erreur sur la virginité de l'épouse » est qualifié par certains journaux de première en France, la chancellerie ayant quant à elle affirmé n'avoir « pas le souvenir » d'une annulation pour mensonge sur la virginité. Cependant, les cas d'annulation de mariage pour mensonge sur une des « qualités » de l'un des époux ne sont pas rares.
À l'inverse, le tribunal de grande instance du Mans, avait refusé l'annulation d'un mariage le 18 mars 1965, en indiquant :

« Attendu que si le dol ne constitue pas une cause de nullité de mariage, la jurisprudence récente étend la notion d'erreur sur la personne ; que toutefois l'erreur sur la fortune, l'intelligence, le caractère, la race, la religion, la virginité ou la grossesse de la femme, la santé de l'époux, ne paraît pas devoir être retenue comme cause de nullité. »

La différence des deux jugements provient peut-être du fait que l'article 180 du code civil permettait en 1965 l'annulation uniquement en cas d'erreur sur la personne ; il a été modifié en 1975 pour autoriser l'annulation en cas d'erreur sur la personne ou sur ses qualités essentielles.

### Virginité et hymen
L'invocation de la virginité comme critère a été dénoncée comme introduisant une inégalité homme-femme, par exemple par Valérie Létard, secrétaire d’État chargée du Droit des femmes, ou par le professeur Patrick Morvan ; en effet, les femmes possèdent une membrane, l'hymen, dont l'absence constitue un indice de non-virginité. Médicalement parlant, on sait que l'hymen peut être déchiré par certains sports (équitation, gymnastique...), ou même être absent dès la naissance. De plus, différents points de vue existent sur ce qu'est la virginité, certains faisant de la présence d'hymen un critère ni nécessaire ni suffisant. Il serait de surcroît impossible d'utiliser cette particularité devant un tribunal, un examen comme celui subi par Jeanne d'Arc ne pouvant être ordonné par un juge. Dans la présente affaire, la question n'était pas de savoir si la femme était vierge au moment de son passage devant le tribunal, aucune des deux parties ne le prétendant, mais avant le mariage : il est impossible d'en apporter une preuve matérielle, mais les deux parties affirmant cette inexistence, elle est prouvée par aveu.
Il y a débat parmi les gynécologues pour savoir s'il faut accepter les demandes de restauration d'hymen pour de tels motifs, et Émile Daraï, secrétaire général du Collège des gynécologues, a exprimé sa « crainte » d'une recrudescence des demandes à la suite de cette affaire. Le conseil de l'Ordre des médecins s'oppose à ce qu'un « certificat de virginité » soit délivré pour des raisons de pressions familiales. Le collège des gynécologues reprend les mêmes conseils, et rappelle que le médecin qui délivrerait un certificat de virginité dans l'intérêt de la femme le demandant mais sans avoir pratiqué d'examen, ou quand l'examen a conclu dans le sens contraire, commet un faux susceptible de poursuites.
L'utilisation de la virginité pour l'annulation d'un mariage peut en revanche être utilisée en sens inverse. Ainsi, une femme peut faire établir sa virginité par un gynécologue, pour obtenir l'annulation de son mariage pour cause d'impuissance de son époux.

## Analyses juridiques

### La virginité peut-elle être une «qualité essentielle»?
Le mariage n'étant pas régi par les règles du contrat civil de droit commun, il est soutenu que les « qualités essentielles » auxquelles se réfère l'article 180 du code civil doivent être définies de façon absolue, indépendamment des préférences particulières de tel ou tel justiciable : l'annulation d'une union sur le fondement de l'article 180 ne serait possible que lorsqu'une condition essentielle à tout mariage ne serait pas remplie,,,,,,,,,. On peut également, tout en reconnaissant le caractère subjectif de la détermination des « qualités essentielles », affirmer que le consensualisme est limité par la nécessité de respecter le droit au mariage, la dignité des personnes et l'égalité entre époux,, ou se limiter aux erreurs « compatibles avec le système de valeurs de notre société ».
Certaines personnes justifient le jugement en disant que ces interprétations ne sont pas celles de la jurisprudence, bien stabilisée, qui retiendrait une conception subjective, de l'erreur comme dans le droit commun des contrats. Ainsi, en 1997, la Cour de cassation a-t-elle validé l'annulation d'un mariage au motif que la qualité de « non-divorcé » faisait défaut à l'époux, dès lors qu'il était établi que sa femme aurait refusé de l'épouser si elle avait été informée de ce divorce, tenant à conclure un mariage religieux,. S'alignant pour une bonne part sur les règles de nullité des conventions posées à l'article 1110 du code civil,, le juge se bornerait ainsi à vérifier s'il y a eu une erreur sur la substance de l'objet du contrat qui a été déterminante du consentement, c'est-à-dire sans laquelle une partie aurait refusé de contracter,,.
Pour Hugues Fulchiron, professeur à l'université de Lyon, il faut tout de même prendre garde aux limites de cette analogie. L'article 1110 du code civil se réfère à la « chose » qui est l'objet du contrat (terme qu'il conteste pour qualifier le mariage) au sujet duquel il soutient que la liberté contractuelle des époux au moment de la formation du contrat doit être limitée au profit de l'institution. Pour cet auteur, le mariage n'est pas la « chose des parties » ; des qualités essentielles précises doivent être retenues ou écartées, et la virginité de l'épouse ne devrait pas pouvoir faire partie de ces qualités. Il critique donc le jugement du tribunal de Lille. En sens opposé, il est peut-être (mais pas certainement) possible de justifier l'invocation de l'article 180 en plaidant non le défaut de virginité, mais l'absence de sincérité – et c'est d'ailleurs peut-être ainsi qu'a plaidé le requérant et qu'a implicitement jugé le tribunal de Lille.

### Discrimination des sexes
De nombreux commentateurs médiatiques, politiques ou juridiques ont fermement condamné le jugement au motif qu'il ferait fi du principe d'égalité posé par la Constitution ou par l'article 5 du protocole no 7 à la Convention européenne des droits de l'homme, en opérant une discrimination entre les hommes et les femmes, notamment si l'hymen est utilisé comme critère (voir plus haut). Aline Cheynet de Beaupré, maître de conférences à l'université d'Orléans, ne pense pas que ces critiques soient complètement fondées en droit. Pour elle, une telle jurisprudence n'entame en rien le droit des femmes à disposer de leur corps. Par ailleurs, la différence entre hommes et femmes n'est pas totale, la preuve par aveu (comme dans cette affaire) étant ouverte aux deux sexes. Enfin, l'annulation pour impuissance est acceptée par la justice sans que l'on y ait jamais vu une discrimination, alors que l'impuissance ne concerne que des hommes,.